# Biocombustível
Biocombustível ou agrocombustível é o combustível de origem biológica não fóssil, produzido a partir de processos sob a biomassa. Como a biomassa pode ser usada diretamente como combustível (exemplo disso são os troncos de madeira, vale salientar que desde de o descobrimento do fogo pelo ser humano se utiliza os biocombustíveis), algumas pessoas consideram a biomassa como sinônimo de biocombustível. Entretanto, a biomassa simplesmente denota a matéria-prima biológica da qual o combustível é fabricado ou algum produto final sólido termicamente/quimicamente alterado, como os pellets e os briquetes. Os biocombustíveis podem ser produzidos a partir da cana-de-açúcar, mamona, soja, canola, babaçu, mandioca, milho, beterraba, algas, além de resíduos domésticos e/ou industriais - caso sejam de origem biológica.
Embora haja controvérsias sobre a neutralidade de carbono, a proposta mais aceita sobre o tópico segue os conformes de que para um projeto específico de biocombustível ser neutro em carbono (ou seja, não diminui ou aumenta a quantidade de carbono no meio), o carbono total sequestrado pelas raízes da colheita deve compensar todos os fatores, relacionados a esse projeto específico, que adicionam carbono ao meio. Com base nessa definição, alguns projetos de biocombustíveis tem emissões totais de Gases de efeito estufa (ou GEE) ainda mais altas do que algumas alternativas baseadas em combustíveis fósseis.

## Tipos de biocombustível

Logotipo dos biocombustíveis

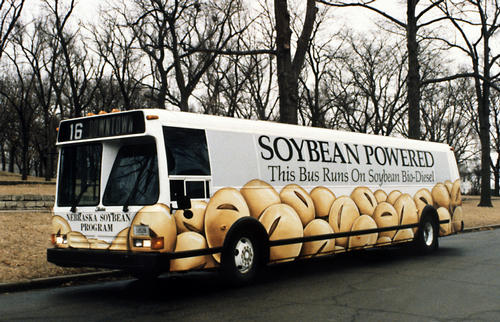
Um ônibus abastecido com biodiesel

Em Portugal, são conhecidos como biocombustíveis, no âmbito do Decreto-Lei nº 62/2006 (decreto-lei que transpõe a matéria para a Diretiva nº 2003/30/CE e cria mecanismos para promover a colocação no mercado de quotas mínimas de biocombustíveis; prevê dez tipos), os seguintes produtos:
1. bioetanol: etanol produzido a partir de biomassa e/ou da fração biodegradável de resíduos para utilização como biocombustível;
2. biodiesel: éster metílico e/ou etílico, produzido a partir de óleos vegetais ou animais, com qualidade de combustível para motores a diesel, para utilização como biocombustível;
3. biogás: gás combustível produzido a partir de biomassa e/ou da fração biodegradável de resíduos, que pode ser purificado até à qualidade do gás natural, para utilização como biocombustível ou gás de madeira;
4. biometanol: metanol produzido a partir de biomassa para utilização como biocombustível;
5. bioéter dimetílico: éter dimetílico produzido a partir de biomassa para utilização como biocombustível;
6. bio-ETBE (bioeteretil-terc-butílico): ETBE produzido a partir do bioetanol, sendo a percentagem em volume de bio-ETBE considerada como biocombustível igual a 47%;
7. bio-MTBE (bioetermetil-terc-butílico): combustível produzido com base no biometanol, sendo a porcentagem em volume de bio-MTBE considerada como biocombustível de 36%;
8. biocombustíveis sintéticos: hidrocarbonetos sintéticos ou misturas de hidrocarbonetos sintéticos produzidos a partir de biomassa;
9. bio-hidrogénio: hidrogénio produzido a partir de biomassa e/ou da fração biodegradável de resíduos, para utilização como biocombustível (ver: Hidrogênio verde [7] e Produção biológica de hidrogénio);
10. bio-óleo: óleo combustível obtido quando substâncias de origem vegetal, animal e outras são submetidas ao processo de pirólise.
11. óleo vegetal puro produzido a partir de plantas oleaginosas: óleo produzido por pressão, extração ou processos comparáveis, a partir de plantas oleaginosas, em bruto ou refinado, mas quimicamente inalterado, quando a sua utilização for compatível com o tipo de motores e os respectivos requisitos relativos a emissões.
12. bioquerosene: composto por uma mistura de hidrocarbonetos e com uma composição semelhante à do querosene de origem fóssil.

## Conceitos
Biocombustíveis são fontes de energia renováveis, derivados de matérias agrícolas como plantas oleaginosas, biomassa florestal, cana-de-açúcar e outras matérias orgânicas. Existem vários tipos de biocombustíveis: bioetanol, biodiesel, biogás, biomassa, biometanol, bioéter dimetílico, bio-ETBE, bio-MTBE, biocombustíveis sintéticos (ver: Combustível sintético e Etanol de carvão), bio-hidrogénio, gás de síntese.
Os principais biocombustíveis são: a biomassa, o bioetanol, o biodiesel e  o biogás.

## Biomassa
A biomassa é uma fonte de energia limpa e renovável disponível em grande abundância e derivada de materiais orgânicos. Todos os organismos capazes de realizar fotossíntese (ou derivados deles) podem ser utilizados como biomassa. Exemplo: restos de madeira, estrume de gado, óleo vegetal ou até mesmo o lixo urbano.
O máximo está sendo feito para obter a energia da biomassa, já que o petróleo e o carvão mineral têm previsões de acabar, a energia elétrica está cada vez mais escassa (já que essa energia depende da força da água no caso de hidroeletricidade) e a energia nuclear poderá ter alguns perigos.
Outro fator importante é que a humanidade esta produzindo cada vez mais lixo e esse lixo também é capaz de produzir energia, isso ajuda a resolver vários problemas: diminuição do nível de poluição ambiental, contenção do volume de lixo das cidades e aumento da produção de energia. Vantagens: energia limpa e renovável, menor corrosão de equipamentos, os resíduos emitidos pela sua queima não interferem no efeito estufa, ser uma fonte de energia, ser descentralizadora de renda, reduzir a dependência de petróleo por parte de países subdesenvolvidos, diminuir o lixo industrial (já que ele pode ser útil na produção de biomassa), ter baixo custo de implantação e manutenção.
Quatro formas de transformar a biomassa em energia:
1. pirólise: através dessa técnica, a biomassa é exposta a altíssimas temperaturas sem a presença de oxigênio, visando a acelerar a decomposição da mesma. O que sobra da decomposição é uma mistura de gases (CH4, CO e CO2 – respectivamente, metano, monóxido de carbono e dióxido de carbono), líquidos (óleos vegetais) e sólidos (basicamente carvão vegetal);
2. gaseificação: assim como na pirólise, aqui a biomassa também é aquecida na ausência do oxigênio (ver: Gasogênio), gerando como produto final um gás inflamável. Esse gás ainda pode ser filtrado, visando à remoção de alguns componentes químicos residuais. A diferença básica em relação à pirólise é o fato de a gaseificação exigir menor temperatura e resultar apenas em gás;
3. combustão: aqui a queima da biomassa é realizada a altas temperaturas na presença abundante de oxigênio, produzindo vapor a alta pressão. Esse vapor geralmente é utilizado em caldeiras ou para movimentar turbinas a gás. É uma das formas mais comuns hoje em dia e sua eficiência energética situa-se na faixa de 20 a 25%;
4. co-combustão: essa prática propõe a substituição de parte do carvão mineral utilizado em uma termoelétricas por biomassa. Dessa forma, reduz-se significativamente a emissão de poluentes (principalmente dióxido de enxofre e óxidos de nitrogênio, responsáveis pela chuva ácida). A faixa de desempenho da biomassa encontra-se entre 30 e 37%, sendo por isso uma opção bem atrativa e econômica atualmente.

## Biocombustíveis

### Biodiesel
O biodiesel é derivado de lipídios orgânicos renováveis, como óleos vegetais e gorduras animais, para utilização em motores de ignição por compressão (diesel). É produzido por transesterificação e é também um combustível biodegradável alternativo ao diesel de petróleo, criado a partir de fontes renováveis de energia, livre de enxofre em sua composição. É obtido a partir de óleos vegetais como o de girassol, nabo forrageiro, algodão, mamona, soja, algas e também lixo orgânico.

### Bioetanol

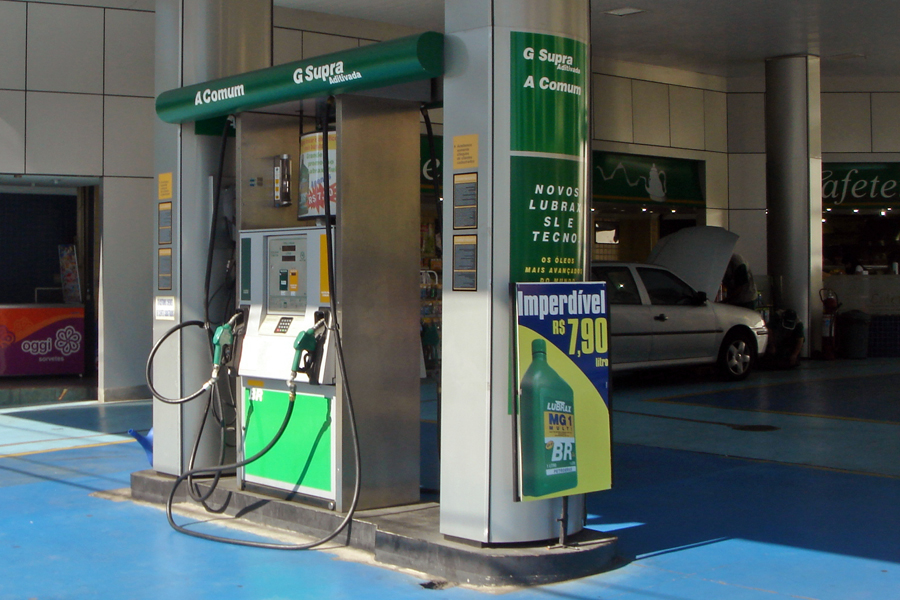
Bomba de combustível brasileira para álcool (A) e gasolina (G)

O bioetanol é a obtenção do etanol através da biomassa, para ser usado diretamente como combustível ou se juntar com os ésteres do óleo vegetal e formar um combustível, a esse processo se dá o nome de transesterificação. O etanol é um álcool incolor, volátil, inflamável e totalmente solúvel em água, derivado da cana-de-açúcar, do milho, da uva, da beterraba ou de outros cereais, produzido através da fermentação da sacarose. Da celulose, é produzido o "etanol de 2ª geração" (etanol celulósico) principalmente através de processos enzimáticos. Comercialmente, é conhecido como álcool etílico e sua fórmula molecular é C2H5OH ou C2H6O.
O etanol é hoje um produto de diversas aplicações no mercado, largamente utilizado como combustível automotivo na forma hidratada ou misturado à gasolina. Também tem aplicações em produtos como perfumes, desodorantes, medicamentos, produtos de limpeza doméstica e bebidas alcoólicas. Merece destaque como uma das principais fontes energéticas do Brasil, além de ser renovável e pouco poluente. O Brasil é hoje o maior produtor mundial de etanol, que, quando utilizado como combustível em automóveis, representa uma alternativa à gasolina de petróleo (ver: Etanol como combustível no Brasil e Produção de álcool no Brasil). Destacam-se na produção do etanol os estados de São Paulo e Paraná, respondendo juntos por quase 90% da safra total produzida. Além disso, o Brasil lidera a produção mundial de cana-de-açúcar (principal matéria-prima do etanol), sendo essa uma indústria que movimenta vários bilhões de dólares por ano, e representa uma dependência menor do petróleo.

### Biogasolina
Biogasolina é um combustível produzido a partir de biomassa, que possui características semelhantes às da gasolina "convencional".

### Bioquerosene
O bioquerosene é um combustível derivado da biomassa, com uma composição semelhante à do querosene de origem fóssil e, usado na aviação.

## Impacto ambiental e vantagens
Os biocombustíveis são apresentados como alternativas aos combustíveis fósseis, visto que são energias renováveis, o que não acontece com os combustíveis fósseis. Em geral, apresentam um balanço de CO2melhor que os combustíveis fósseis, pois os cultivos absorvem o carbono atmosférico durante o seu crescimento. Todavia, é preciso atentar que o avanço das lavouras para biocombustíveis pode competir com a produção de alimentos ou exercer pressão sobre áreas de ecossistemas nativos.
Na língua francesa, é feita uma diferença entre os termos biocombustível, biocarburante e agrocarburante. Agrocarburantes são combustíveis para motor (automóveis e outros) obtidos a partir de produtos agrícolas produzidos para esse fim.
Há também biocombustíveis produzidos a partir de óleos comumente usados.

### Balanço ambiental e social
O balanço ambiental dos biocombustíveis depende da fileira considerada (álcool, óleo vegetal puro, biodiesel etc.) e do tipo de agricultura praticado (agricultura intensiva, agricultura biológica etc.). A fileira do óleo vegetal puro tem um melhor balanço que a do biodiesel.
O balanço de CO2 dos biocombustíveis não é neutro, tendo em conta a energia necessária à sua produção, mesmo que as plantas busquem o carbono na atmosfera: é preciso ter em conta a energia necessária para a produção de adubos, para a locomoção dos tratores agrícolas, para a irrigação, para o armazenamento e transporte dos produtos.
Nos biocombustíveis resultantes da reciclagem dos óleos usados, pode-se considerar que há um balanço ambiental positivo, pois esses óleos poderiam ser poluentes ou ter um uso menos eficiente.
Quanto aos biocombustíveis produzidos a partir de produtos agrícolas, para fazer um balanço ambiental é preciso ter em conta o impacto dos adubos e dos pesticidas utilizados, do consumo de água, que pode ser muito importante para certas espécies vegetais, e do impacto na biodiversidade quando imensas zonas de cultura substituem áreas muito ricas em espécies (florestas tropicais e outros hot spots como a zona mediterrânica). A produção de biodiesel a partir de algas marinhas pouparia as terras férteis e a água doce destinadas a agricultura.

## Críticas
Segundo o relatório da Organização para a Cooperação e Desenvolvimento Económico (OCDE) e da Organização das Nações Unidas para a Agricultura e a Alimentação (FAO) sobre as perspectivas da agricultura mundial na próxima década, divulgado  em 4 de julho de 2007, houve uma alta de preços para alguns produtos, principalmente os cereais. A  seca em alguns países produtores de cereais e a redução de excedentes devido à demanda da China e à reforma da Política Agrícola Comum da União Europeia (PAC) explicam os recentes picos nos preços de algumas matérias-primas. "Mas, olhando para o longo prazo, as mudanças estruturais que estão ocorrendo vão manter os preços altos para muitos produtos agrícolas na próxima década", segundo  o relatório (...) A redução dos excedentes e um declínio dos subsídios à exportação contribuem para essas alterações, mas o mais importante é a crescente utilização de cereais, açúcar, oleaginosas e óleos vegetais para produzir substitutos para os combustíveis fósseis, isto é, etanol e biodiesel." Em decorrência disso, os preços dos grãos, alimentos básicos da população e insumos para a pecuária, tendem a aumentar, pressionando os preços dos alimentos de origem animal. O relatório previa que, na União Europeia, a quantidade de oleaginosas usadas para biodiesel em 2007 (dez milhões de toneladas) passaria a vinte e um milhões em 2017. Nos Estados Unidos, o etanol feito a partir do milho  duplicaria até 2016, enquanto, no Brasil, os 21 bilhões de litros produzidos em 2007 passariam a quarenta e quatro bilhões. O relatório também afirma que, na maior parte dos países de clima temperado, a produção de etanol e biodiesel não é viável sem a concessão de subsídios - o que depende de decisões de política econômica. Além disso, o futuro do biodiesel dependeria dos preços de petróleo e da introdução de novas tecnologias no seu processo produtivo.
O professor Tamás Szmrecsányi, do Departamento de Política Científica e Tecnológica do Instituto de Geociências da Unicamp aponta outra ordem de problemas ligados à cadeia produtiva do biodiesel. "O álcool nunca conseguirá substituir uma grande parte do consumo de petróleo, e um excessivo aumento de sua produção acaba criando uma série de problemas sociais, econômicos e ambientais (...) Uma medida de fundamental importância seria a adoção de um zoneamento agroecológico e socioeconômico entre as diversas culturas e atividades, a fim de manter uma convivência entre as grandes lavouras, de um lado, e policulturas e biodiversidade, do outro".
O uso de algas marinhas para a produção de biocombustíveis surge como possível solução para estas questões. A produção de bicombustíveis a partir de algas consumiria dejetos orgânicos e água salgada, poupando as terras férteis e as reservas de água doce para serem usadas pela agricultura.